# Ancylandrena timberlakei
Ancylandrena timberlakei is een vliesvleugelig insect uit de familie Andrenidae. De wetenschappelijke naam van de soort is voor het eerst geldig gepubliceerd in 1974 door Zavortink.